# Alaa Mubarak
Alaa Mubarak (em árabe: علاء مبارك) ou Alā'-ud-dīn Muhammad Husni Sayyid Mubarak (em árabe: علاء الدين محمد حسنى سيد مبارك) (Cairo, 26 de novembro de 1960)  é um empresário egípcio e o mais velho dos dois filhos do presidente deposto do Egito, Hosni Mubarak, que governou de 1981 a 2011, e sua esposa Suzanne Mubarak.
Ele mantinha um perfil muito mais baixo que seu irmão mais novo, Gamal, e também não estava envolvido em política.
Alaa frequentou a Faculdade de São Jorge do Cairo, posteriormente se formou na Universidade Americana do Cairo. Ele é casado com Heidy Rasekh, e pai de dois filhos: Muhammad e Omar. Muhammad morreu em 18 de maio de 2009, com 12 anos, após sofrer uma "crise de saúde grave." (uma hemorragia cerebral)
Pouco antes de renúncia de seu pai, Alaa, teve uma áspera discussão com seu irmão Gamal Mubarak. Teria dito a Gamal: "Em vez de trabalhar para ajudar o seu pai a terminar sua vida com honra, você ajudou a arruinar a sua imagem ... ". Os dois irmãos quase chegaram a brigar e altos oficiais do palácio tiveram que interferir, a fim de calmar os ânimos de ambos os homens.
Desde 13 de abril de 2011, Alaa está preso enquanto aguarda julgamento por corrupção, abuso de poder, e por seu suposto papel em causar mortes e vítimas de manifestantes pacíficos durante a Revolução.

## Ligações Externas
- Yahoo Notícias: Filhos de Mubarak são processados por corrupção pela segunda vez